# Kameleon (film 2001)
Kameleon – polski film sensacyjny z 2001 roku. 
Był kręcony w Szczytnie i Wielbarku. Głównym bohaterem jest komisarz Leon Kamelski, z małej miejscowości na Mazurach, którego wszyscy nazywają "kameleonem". Fabuła jest oparta na dwóch wątkach: śmierci nastolatki potrąconej przez samochód i rywalizacji Kameleona z kolegą z policji, "Garym".

## Obsada
- Piotr Machalica − Leon Kamelski "Kameleon"
- Ewa Błaszczyk − Lena Kamelska
- Magdalena Wójcik − "Blondi"
- Dorota Kwiatkowska − Anna Duracz
- Jerzy Bończak − Gabriel "Gary" Saks
- Krzysztof Stroiński − Kajtek
- Aneta Todorczuk-Perchuć − Weronika Kamelska
- Mirosław Jękot − Breda
- Marek Richter − "Prezes"
- Karol Strasburger − Staszek
- Natasza Łysiak − Magda Duracz
- Ireneusz Kozioł − "Byk"
- Beata Kawka − sekretarka Basia
- Henryk Niedubek − "Gajowy"
- Marcin Troński − kierownik klubu sportowego
- Władysław Jeżewski − burmistrz
- Dorota Kamińska − Agata
- Cezary Morawski − lekarz
- Arkadiusz Janiczek − podkomisarz Wirgiliusz Seta
- Artur Steranko − inspektor Jerzy Kryński
- Henryk Talar − nadkomisarz Adam Szponder
- Karolina Dryzner − Kasia
- Janusz Bukowski − Kowal, właściciel restauracji
- Ryszard Jabłoński − policjant Gienek
- Witold Wieliński − Boczek
- Irena Telesz-Burczyk − babcia Weroniki
- Paweł Małaszyński − ćpun
- Sławomira Łozińska − Mila